# Enseñanzas de Prem Rawat
La esencia de las enseñanzas de Prem Rawat es que la necesidad individual de realización se puede satisfacer conectando con nuestro interior para encontrar una fuente constante de paz y alegría. Más que un conjunto de dogmas, hace hincapié en una experiencia trascendental directa, que declara que es accesible a través de las cuatro técnicas de meditación que enseña, y a las que llama “Conocimiento”. Dice que el Conocimiento hace que "los sentidos que han estado enfocados al exterior toda la vida, se inviertan y se enfoquen hacia el interior, para sentir y experimentar el verdadero “Yo interior”. 
En sus discursos públicos cita fuentes hindúes, musulmanas y cristianas, pero como inspiración y guía se apoya en la experiencia que facilitan las cuatro técnicas. Según el erudito y seguidor Ron Geaves, esta falta de conceptos permite a sus seguidores una libertad de expresión espontánea y personal. Rawat no propone requisitos o prohibiciones exteriores a quienes enseña las técnicas, ni se considera a sí mismo un líder ejemplar. Los practicantes reciben instrucciones de no revelar estas técnicas a otras personas, sino dejar que los demás se preparen para recibir la experiencia por ellos mismos. Rawat ha sido criticado por una falta de contenido intelectual en sus discursos públicos. Sus seguidores alegan que Rawat explica los conceptos sofisticados del yoga con vocabulario y ejemplos sencillos, para hacer el Conocimiento accesible no solo a intelectuales, sino a todo el mundo.

## Historia
Los eruditos han afirmado que las enseñanzas de Prem Rawat se originan en las tradiciones de los “Sants” del Norte de la India, quienes descartan todo dogma y ritual religioso y enfatizan la posibilidad de una experiencia directa de Dios, quién, aducen, “habita el corazón”. Teológicamente, sus enseñanzas se distinguen por la devoción a un principio interior divino, y socialmente por un igualitarismo opuesto a las distinciones cualitativas del sistema de castas hindú.
Los Sants creen que el Gurú, o Satgurú, o Maestro Perfecto es una encarnación de Dios y un objeto apropiado de culto. Algunos gurúes Sant notables han sido Namdev (1518), Kabir (1539), Nanak (1545), Mirabai (1573), Surdas (1623), Tulsidas (1350), y Tukaram 1650). Otros eruditos encuentran afinidades con las tradiciones medievales de “Nirguna Bhakti (del sánscrito "devoción sin forma"), con un énfasis similar en la universalidad, la igualdad y la experiencia directa, y crítica hacia la lealtad ciega de las religiones al dogma y los rituales. Hans Ji Maharaj, el padre y gurú de Rawat, era devoto de Swarupanand, y se convirtió en gurú en 1936 a la muerte de Swarupanand. Comenzó a presentar su mensaje y enseñar las técnicas del Conocimiento en el pequeño pueblo de Najibabad, cerca de Haridwar. Sus charlas estaban muy influenciadas por la filosofía reformista del movimiento “Arya Samaj”, y él se consideraba primordialmente como el "gurú de los pobres". Sus enseñanzas eran ricas en metáforas, y más enfocadas en las aplicaciones prácticas que en las teorías. De forma poco usual para un maestro indio, aceptaba a los estudiantes independientemente de su casta, religión o clase social, y fue criticado por los hindúes tradicionales. En 1936 él publicó un libro llamado “Hans Yog Prakash” como primer paso para ampliar la propagación de su mensaje.
Básicamente, la idea de que la divinidad está dentro de nosotros coincide con la tradición milenaria del yoga, según la han expuesto todos los yoguis respetados, como Guru Nanak, Ramakrishna, Vivekananda, Sivananda, Sri Yukteswar, Yogananda, etc. y con la frase de Jesús “El reino de los cielos está dentro de vosotros”.

## Enseñanzas
Prem Rawat no heredó un conjunto de enseñanzas formales ni desarrolló uno, ya que ve el pensamiento conceptual como el enemigo principal de la experiencia religiosa directa, que afirma que se puede obtener a través de las técnicas de Conocimiento. Su afirmación principal es que Dios reside en cada ser humano, y que la búsqueda por el hombre de realización se puede resolver enfocándose hacia el interior, para descubrir una fuente constante de satisfacción y alegría. Concede igual validez a todas las religiones, y cita fuentes hindúes, musulmanas y cristianas, pero en vez de confiar en las escrituras para inspiración y guía, Rawat confía en la experiencia que proporcionan las cuatro técnicas del Conocimiento. 
En 1972 Rawat se mudó a EE. UU., y aunque sus enseñanzas permanecieron esencialmente hindúes en el origen y continuó con muchas tradiciones indias, consiguió usar el mínimo de conceptos y términos hindúes, manteniendo su enfoque en la experiencia individual subjetiva. Sus primeros discursos en Occidente fueron criticado por algunos eruditos religiosos como evangélicos y carentes de sustancia, por enfatizar la experiencia directa sobre el intelecto y el pensamiento conceptual religioso y teológico.
En Boston un periodista describió a Rawat como "...un ser realmente humano. Hablaba de forma humilde y coloquial, sin noción aparente de que fuese Dios. De hecho parecía disminuir conscientemente el espectáculo de divinidad y las palabras apasionadas dichas en su honor. Los creyentes y mahatmas hablaban de él como la persona que desplazará a Cristo, pero el gurú mismo alega que él no es divino, sino que lo divino es su Conocimiento. El sociólogo James Downton observó que desde el principio Rawat apelaba a que sus seguidores prescindieran de los conceptos y creencias que podrían impedir completamente experimentar el "Conocimiento" o fuerza vital, pero esto no les impidió adoptar un conjunto rígido de ideas acerca de su divinidad, y proyectar ideas preconcebidas milenarias sobre él y el movimiento. 
Prem Rawat nunca ha pedido ningún pago por enseñar el Conocimiento pero se dijo que en los años setenta algunos mahatmas hindúes pedían a los futuros iniciados que dieran lo que tuvieran antes de recibir Conocimiento. Esto viene de la tradición hindú de no acudir a un maestro o gurú sin llevar alguna ofrenda para agradecer el regalo espiritual que reciben, y de ninguna organización o movimiento puede funcionar sin dinero.
En 1974 Rawat comenzó a usar iniciadores occidentales para enseñar las técnicas del Conocimiento, y continuó transformando sus enseñanzas para adaptarlas al contexto de Occidente.
En los años ochenta Prem Rawat dejó de usar el título de "gurú" y eliminó los últimos aspectos culturales hindúes. Rawat no se ve como obligado por las creencias o prácticas convencionales de ninguna religión institucionalizada o visión mundial respaldada por la tradición. Es esencialmente un iconoclasta que marca su ruta con decisiones pragmáticas para encarar las demandas y los retos que tienen lugar en su carrera pública, como un maestro que se esfuerza por convencer a las personas del valor del conocimiento de sí mismo. 
Rawat afirma que la práctica de Conocimiento permitirá al practicante experimentar alegría, comprensión de sí mismo, calma, paz y satisfacción. Los practicantes describen el Conocimiento como algo interno y puramente individual, sin estructura social asociada, ni liturgia, prácticas éticas ni artículos de fe. Según Ron Geaves, Rawat habla de forma espontánea, con énfasis en la experiencia subjetiva del individuo en vez de en un cuerpo de conocimiento teórico, y apela a las vivencias reales, incluyendo la suya, en vez de a interpretaciones de las Sagradas Escrituras. No se siente limitado por la tradición, como si fuese un Nanak o un Kabir contemporáneo, y Rawat recomienda a los estudiantes que para obtener el máximo beneficio de las técnicas deben practicarlas diariamente al menos una hora. No exige obediencia ciega en cuanto a que no establece obligaciones, prohibiciones o cambios de estilo de vida a los que enseña las técnicas. El axioma, “Si te gusta, practícalo, y si no te gusta, prueba otra cosa” es frecuente en sus discursos públicos. Prem Rawat tampoco se considera un líder ejemplar, un papel que a menudo se aplica a fundadores religiosos.
Los practicantes describen la experiencia del Conocimiento como interior y estrictamente individual. Las técnicas se deben practicar en privado, y no hay ninguna jerarquía o estructura social relacionada. Según los estudiantes, no hay liturgia ni obligaciones sociales. También dicen que las técnicas son aplicables universalmente y su práctica no afecta ni se relaciona con el género, raza, orientación sexual, estatus económico, origen nacional ni la religión del estudiante.

## Las Llaves
Prem Rawat ofrece una forma de descubrir la paz interior que la llama Conocimiento. Las Llaves consisten en una serie de videos dirigidos a personas que desean encontrar el modo de sentir paz personal.
Son cinco videos, cada uno de una hora, que proporcionan la base de 4 técnicas prácticas que permiten a una persona volver su atención hacia el interior para experimentar la paz que reside allí. Dichas técnicas se denominan Conocimiento.
Cada video presenta un tema particular que te ayudará a prepararte para el Conocimiento. Una vez que hayas visto las 5 Llaves, puedes asistir a una sesión en donde se enseñarán las técnicas del Conocimiento. “Ofrezco más que palabras. Ofrezco el modo de acceder a la experiencia de paz y plenitud interior. Lo llamo Conocimiento.” https://www.wopg.org/es/las-llaves/</ref>

## Acogida
Eruditos
George D. Chryssides. Escribe que el Conocimiento según Prem Rawat se basa en la comprensión de sí mismo, aportando al practicante calma, paz, y satisfacción, pues el yo interior se identifica con la divinidad. Rawat hace énfasis en que este Conocimiento es de naturaleza universal y no indio. 
Ron Geaves, especializado en religión comparativa en la Universidad Hope de Liverpool en Inglaterra y uno de los estudiantes occidentales de Prem Rawat, escribe que Prem Rawat mismo ha manifestado que él no cree ser una figura carismática, y prefiere aludir a sus enseñanzas y a la eficacia de la práctica de las cuatro técnicas por el individuo como la base de su autoridad. La enseñanza de las cuatro técnicas reemplaza el “diksha” (iniciación) tradicional, y aunque marca el sello de la relación de maestro y discípulo, esto no se enfatiza en la sesión misma. Más bien, el enfoque está en la práctica correcta y en seguir en contacto mediante participación o escuchando discursos. Las enseñanzas de Prem Rawat no hacen referencia a ninguna autoridad tradicional, ni persona ni texto.
Stephen J. Hunt. Describe el enfoque principal de Rawat en la quietud, la paz y la satisfacción dentro del individuo, y su “Conocimiento” consisten en las técnicas para conseguirlo. Conocimiento, traducido aproximadamente, quiere decir la felicidad de la verdadera comprensión de sí mismo. Cada individuo debería tratar de conocer su verdadero ser. A su vez, esto trae un sentido de bienestar, alegría, y armonía al ponerse en contacto con la "propia naturaleza" de sí mismo. El Conocimiento incluye cuatro métodos secretos de meditación, y el proceso para alcanzar el verdadero ser interior solo puede ser logrado por el individuo, pero con la guía y la ayuda de un maestro, en consonancia con la doctrina milenaria del yoga que enfatiza la necesidad de un maestro. Ver la importancia que Yogananda concedía a esta relación en el artículo correspondiente de Wikipedia. Por lo tanto, el movimiento parece incluir aspectos de rechazo y de afirmación del mundo. Las decenas de miles de seguidores en el oeste no se ven ellos mismos como integrantes de una religión, sino como partidarios de un sistema de enseñanzas que ensalza la meta de disfrutar de lleno la vida. Afirman que la autoridad de Rawat viene de la naturaleza de sus enseñanzas y de sus beneficios para el individuo. 
En Viajes Sagrados el sociólogo James V. Downton escribe:
“Además de todas las explicaciones psicológicas y sociales que se puedan ofrecerse como explicación de sus conversiones, el hecho es que, durante la sesión de Conocimiento o después durante la meditación, estos jóvenes tuvieron una experiencia espiritual que les afectó profundamente y cambió el curso de sus vidas. Fue una experiencia que produjo en muchos lágrimas y alegría, pues encontraron la respuesta que habían estado buscando. Fue una experiencia que dio a sus vidas más dirección positiva, significado, y propósito, les produjo en una nueva relación con la vida y eliminó muchos bloqueos al crecimiento. Una experiencia de la que los sabios han hablado a lo largo de toda la historia - la unidad de la vida. 
Marc Galanter, profesor de Psiquiatría y el Director de la División de Alcoholismo y Drogas en el Centro Médico de la Universidad de Nueva York, escribe que "a largo plazo la meditación también jugó un papel importante en mantener la implicación continua de un converso”. Un análisis de la relación entre el tiempo que los miembros dedican a la meditación y la disminución en su nivel de inquietud neurótica revela que un mayor tiempo de meditación se asocia con la disminución de la inquietud neurótica. Esta asociación sugiere que la respuesta emocional a la meditación actúa como refuerzo para su práctica continua". Es decir, cuanto más meditaba un miembro, en general, mejor solía sentirse. Los miembros aparentemente usaban la meditación para aliviar la inquietud, tanto en momentos programados y como de forma ad hoc.